# Ascheberg (Holstein)
Ascheberg település Németországban, Schleswig-Holstein tartományban. Lakosainak száma 3057 fő (2023. december 31.). Ascheberg Drensteinfurt, Werne, Nordkirchen és Senden községekkel határos.

## Népesség
A település népességének változása:
| Lakosok száma | 2360 | 2998 | 2932 | 2929 | 3065 | 3057 |
|               | 1975 | 2017 | 2019 | 2021 | 2022 | 2023 |